# Indonézia az 1984. évi nyári olimpiai játékokon
Indonézia az egyesült államokbeli Los Angelesben megrendezett 1984. évi nyári olimpiai játékok egyik részt vevő nemzete volt. Az országot az olimpián 6 sportágban 16 sportoló képviselte, akik érmet nem szereztek.

## Atlétika
Férfi
| Versenyző                                                            | Versenyszám     | Előfutam | Előfutam | Előfutam | Negyeddöntő | Negyeddöntő | Negyeddöntő | Elődöntő | Elődöntő | Elődöntő | Döntő   | Döntő    |
| Versenyző                                                            | Versenyszám     | Idő      | Hely.    | Össz.    | Idő         | Hely.       | Össz.       | Idő      | Hely.    | Össz.    | Idő     | Helyezés |
| -------------------------------------------------------------------- | --------------- | -------- | -------- | -------- | ----------- | ----------- | ----------- | -------- | -------- | -------- | ------- | -------- |
| Mohamed Purnomo                                                      | 200 m           | 21,01    | 3.       | 13.      | 20,93       | 5.          | 17.         | kiesett  | kiesett  | kiesett  | kiesett | kiesett  |
| Mohamed Purnomo                                                      | 100 m           | 10,40    | 2.       | 11.      | 10,43       | 3.          | 13.         | 10,51    | 8.       | 11.      | kiesett | kiesett  |
| Christian Nenepath                                                   | 100 m           | 10,66    | 4.*      | 40.*     | kiesett     | kiesett     | kiesett     | kiesett  | kiesett  | kiesett  | kiesett | kiesett  |
| Christian Nenepath                                                   | 200 m           | 22,20    | 7.       | 64.      | kiesett     | kiesett     | kiesett     | kiesett  | kiesett  | kiesett  | kiesett | kiesett  |
| Johannes Kardiono Mohamed Purnomo Christian Nenepath Ernawan Witarsa | 4 × 100 m váltó | 40,43    | 3.       | 12.      |             |             |             | 40,37    | 6.       | 13.      | kiesett | kiesett  |

Női
| Versenyző     | Versenyszám | Előfutam | Előfutam | Előfutam | Negyeddöntő | Negyeddöntő | Negyeddöntő | Elődöntő | Elődöntő | Elődöntő | Döntő   | Döntő    |
| Versenyző     | Versenyszám | Idő      | Hely.    | Össz.    | Idő         | Hely.       | Össz.       | Idő      | Hely.    | Össz.    | Idő     | Helyezés |
| ------------- | ----------- | -------- | -------- | -------- | ----------- | ----------- | ----------- | -------- | -------- | -------- | ------- | -------- |
| Emma Tahapari | 200 m       | 25,07    | 6.       | 31.      | kiesett     | kiesett     | kiesett     | kiesett  | kiesett  | kiesett  | kiesett | kiesett  |
| Emma Tahapari | 400 m       | 55,82    | 5.       | 24.      |             |             |             | kiesett  | kiesett  | kiesett  | kiesett | kiesett  |

* - egy másik versenyzővel azonos eredményt ért el

## Íjászat
| Versenyző         | Versenyszám  | 1. forduló | 1. forduló | 2. forduló | 2. forduló | Összesítés | Összesítés |
| Versenyző         | Versenyszám  | Pont       | Hely.      | Pont       | Helyezés   |            |            |
| ----------------- | ------------ | ---------- | ---------- | ---------- | ---------- | ---------- | ---------- |
| Suradi Rukimin    | Férfi egyéni | 1268       | 6.         | 1217       | 28.        | 2485       | 16.        |
| Donald Pandiangan | Férfi egyéni | 1218       | 31.        | 1156       | 52.        | 2374       | 43.        |

## Ökölvívás
| Versenyző        | Versenyszám | Selejtező               | 32-es főtábla                              | Nyolcaddöntő               | Negyeddöntő       | Elődöntő          | Döntő             | Helyezés |
| Versenyző        | Versenyszám | Ellenfél Eredmény       | Ellenfél Eredmény                          | Ellenfél Eredmény          | Ellenfél Eredmény | Ellenfél Eredmény | Ellenfél Eredmény | Helyezés |
| ---------------- | ----------- | ----------------------- | ------------------------------------------ | -------------------------- | ----------------- | ----------------- | ----------------- | -------- |
| Johny Assadoma   | Harmatsúly  | erőnyerő                | Héctor López (MEX) · KO                    | kiesett                    | kiesett           | kiesett           | kiesett           | 17.      |
| Alexander Wassa  | Pehelysúly  | Steve Frank (GUY) · 5:0 | Wisut Meesuanthong (THA) · mérkőzés nélkül | Mohamed Hegazi (EGY) · 2:3 | kiesett           | kiesett           | kiesett           | 9.       |
| Francisco Lisboa | Váltósúly   | erőnyerő                | Dwight Frazer (JAM) · 0:5                  | kiesett                    | kiesett           | kiesett           | kiesett           | 17.      |

## Sportlövészet
Női
| Versenyző              | Versenyszám   | Pont | Helyezés |
| ---------------------- | ------------- | ---- | -------- |
| Lely Sampurno          | Sportpisztoly | 572  | 15.      |
| Selvyana Adrian-Sofyan | Sportpisztoly | 559  | 28.      |

## Súlyemelés
| Versenyző           | Versenyszám | Szakítás                 | Szakítás                 | Lökés    | Lökés    | Összesen | Helyezés |
| Versenyző           | Versenyszám | Eredmény                 | Helyezés                 | Eredmény | Helyezés | Összesen | Helyezés |
| ------------------- | ----------- | ------------------------ | ------------------------ | -------- | -------- | -------- | -------- |
| Maman Suryaman      | 52 kg       | 102,5                    | 4.                       | 125,0    | 4.       | 227,5    | 5.       |
| Hadi Wihardja       | 56 kg       | érvényes kísérlet nélkül | érvényes kísérlet nélkül | kiesett  | kiesett  | kiesett  | kiesett  |
| Sorie Enda Nasution | 60 kg       | 115,0                    | 8.                       | 152,5    | 4.       | 267,5    | 7.       |

## Úszás
Férfi
| Versenyző  | Versenyszám | Előfutam | Előfutam | Előfutam | Döntő   | Döntő   | Döntő   | Helyezés |
| Versenyző  | Versenyszám | Idő      | Hely.    | Össz.    | Típus   | Idő     | Hely.   | Helyezés |
| ---------- | ----------- | -------- | -------- | -------- | ------- | ------- | ------- | -------- |
| Luki Niode | 100 m gyors | 54,10    | 6.       | 41.      | kiesett | kiesett | kiesett | kiesett  |
| Luki Niode | 100 m hát   | 58,77    | 5.       | 21.      | kiesett | kiesett | kiesett | kiesett  |
| Luki Niode | 200 m hát   | 2:09,79  | 5.       | 25.      | kiesett | kiesett | kiesett | kiesett  |